# Hit Mania Dance Estate 2001
Hit Mania Dance Estate 2001 è una raccolta di successi eurodance, house, techno, dance e pop mixati da Mauro Miclini, pubblicata nell'estate del 2001. Fa parte della collana Hit Mania.

## Tracce
1. Gusto Sabroso – Salta – 3:12
2. Prezioso feat. Marvin – Let's Talk About A Man – 2:16
3. Markus – Electronik – 3:18
4. Mabel – Land Of Sex – 2:23
5. Alcazar – Crying At The Discoteque – 3:33
6. S.M.S. – La Vie C'est Fantastique (feat. Rehb) (remix) – 2:39
7. Souvenir d'Italie – Boys and Girls (Fashion Night) – 3:07
8. Edge Of Universe – Afterlife (feat. Dominick) – 3:14
9. Naïve – Joy Is – 2:59
10. Molella – Discotek People – 1:56
11. Carolina Márquez – Ritmo – 1:57
12. Alexia – Money Honey – 2:45
13. Estrella – La Playa Del Sol – 2:08
14. The Soundlovers – Abracadabra – 2:39
15. The Love Bite – Side By Side – 2:50
16. Different Gear – Drink to Get Drunk (feat. Sia) – 2:44
17. Mario Fargetta – I Will Rise Again (feat. Sara) – 2:41
18. Noelia – Candela – 2:57
19. Goosebump – Never Gonna Do (feat. Romina Johnson) – 1:49
20. Eiffel 65 – Lucky (In My Life) – 2:23
21. Budget – Love Deep Inside – 1:15
22. Tribà – Mama Insegnami A Ballar – 3:19
23. Neffa – La Mia Signorina – 3:24

Durata totale: 61:28